# Lidia Jasińska-Walc
Lidia Jasińska-Walc – polska chemiczka, specjalistka w dziedzinie chemii i technologii polimerów, profesor nauk ścisłych i przyrodniczych, pracownik Wydziału Chemicznego Politechniki Gdańskiej.

## Wykształcenie
Uzyskała tytuły i stopnie naukowe: inżyniera (2001), magistra inżyniera (2003) i doktora nauk technicznych (2008) na Politechnice Gdańskiej. Rozprawa doktorska nosiła tytuł *Poli(estrouretany) syntetyzowane [...] 2,4,6-trialiloksy-1,3,5-triazyną*. Stopień doktora habilitowanego uzyskała w oparciu o cykl publikacji zatytułowany *Poliestry i poliamidy oparte na surowcach odnawialnych; analiza struktury chemicznej, mobilności i konformacji polimerów*. W kwietniu 2025 otrzymała tytuł profesora nauk ścisłych i przyrodniczych.

## Kariera zawodowa
Z Politechniką Gdańską związana jest od 2008: była asystentem, adiunktem, a obecnie jest profesorem w Katedrze Chemii i Technologii Materiałów Funkcjonalnych. Realizowała staże naukowe w Eindhoven University of Technology (projekt z udziałem Saint-Gobain) i prowadziła projekty z SABIC.

## Działalność naukowa
Jej badania koncentrują się na syntezie i analizie polimerów z surowców odnawialnych. Kluczowe publikacje:
- „Fully isohexide-based polyesters: Synthesis, characterization, and structure–properties relations”, *Macromolecules*, 2013[7].
- „Linear and branched polyester resins based on dimethyl-2,5-furandicarboxylate for coating applications”, *European Polymer Journal*, 2013[8].
- „Potential of functionalized polyolefins in a sustainable polymer economy: synthetic strategies and applications”, *Accounts of Chemical Research*, 2022[9].

## Patenty
Współautorka patentu *“Polypropylene backbone, and nanoporous polypropylene membrane”* (przyznany SABIC) oraz kilku zgłoszeń dotyczących funkcjonalizowanych poliolefin i hot melt adhesives.

## Dydaktyka
Prowadzi zajęcia dydaktyczne z zakresu chemii i technologii polimerów, recyklingu oraz metod spektroskopowych. Promotorka prac magisterskich i doktorskich.

## Nagrody i wyróżnienia
Otrzymała nagrodę za najlepszą prezentację podczas Dutch Polymer Days (2014).